# Institut de théologie évangélique
Un institut de théologie évangélique ou séminaire théologique ou institut biblique, école biblique ou collège biblique, est une institution chrétienne protestante ou évangélique d'enseignement supérieur, qui prépare les étudiants au ministère chrétien et leur offre une éducation théologique, des études bibliques et une formation pratique au ministère, pour devenir missionnaire, pasteur, diacre ou chantre.

## Histoire

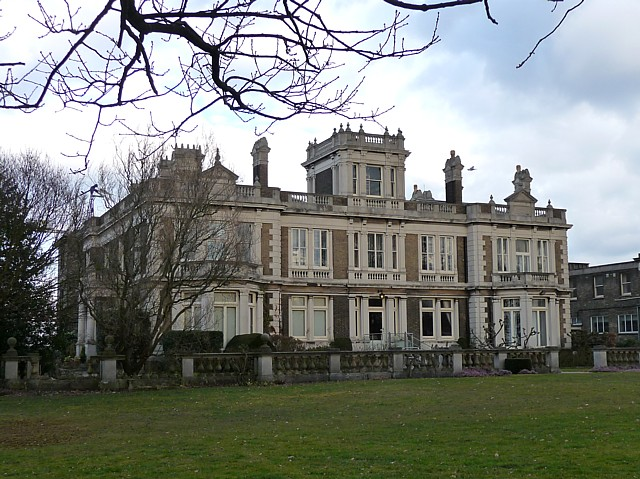
Collège Spurgeon, à Londres

La formation théologique a son origine dans le livre des Actes des Apôtres, où il est dit que Paul de Tarse a formé des croyants pour le ministère dans une école d’Éphèse durant deux années,.
Les collèges bibliques se différencient des autres institutions théologiques par leur perspective missionnaire . En Europe, les premières écoles pouvant être classées dans cette catégorie sont le Séminaire théologique St. Chrischona (affilié à Chrischona International) fondé en 1840 par Christian Friedrich Spittler à Bettingen, Suisse et le Pastors' College (affilié à l’Union baptiste de Grande-Bretagne) établit en 1856 par le pasteur baptiste Charles Spurgeon à Londres au Royaume-Uni.
En Amérique du Nord, le premier institut de théologie, le Missionary Training Institute (affilié à l’Union mondiale de l'Alliance) est fondé en 1882 par le pasteur canadien Albert Benjamin Simpson à Nyack, près de New York. Le second, le Chicago Bible Institute est établi en 1887 par l'évangéliste Dwight L. Moody à Chicago aux États-Unis . Diverses autres écoles bibliques ont été fondées dans la région.
Des missionnaires américains, Ralph et Edith Norton, fondent la Mission évangélique belge en 1919 qui sera à l'origine de l'ouverture de l'Institut Biblique de Bruxelles à Bruxelles, la même année. C'est le premier institut biblique francophone d'Europe. Bien que les associations d'églises aient en général leur institut biblique respectif, certains sont devenus interconfessionnels . C'est le cas en France, de l'Institut biblique de Nogent à Paris, le premier à voir le jour dans le pays, en 1921.

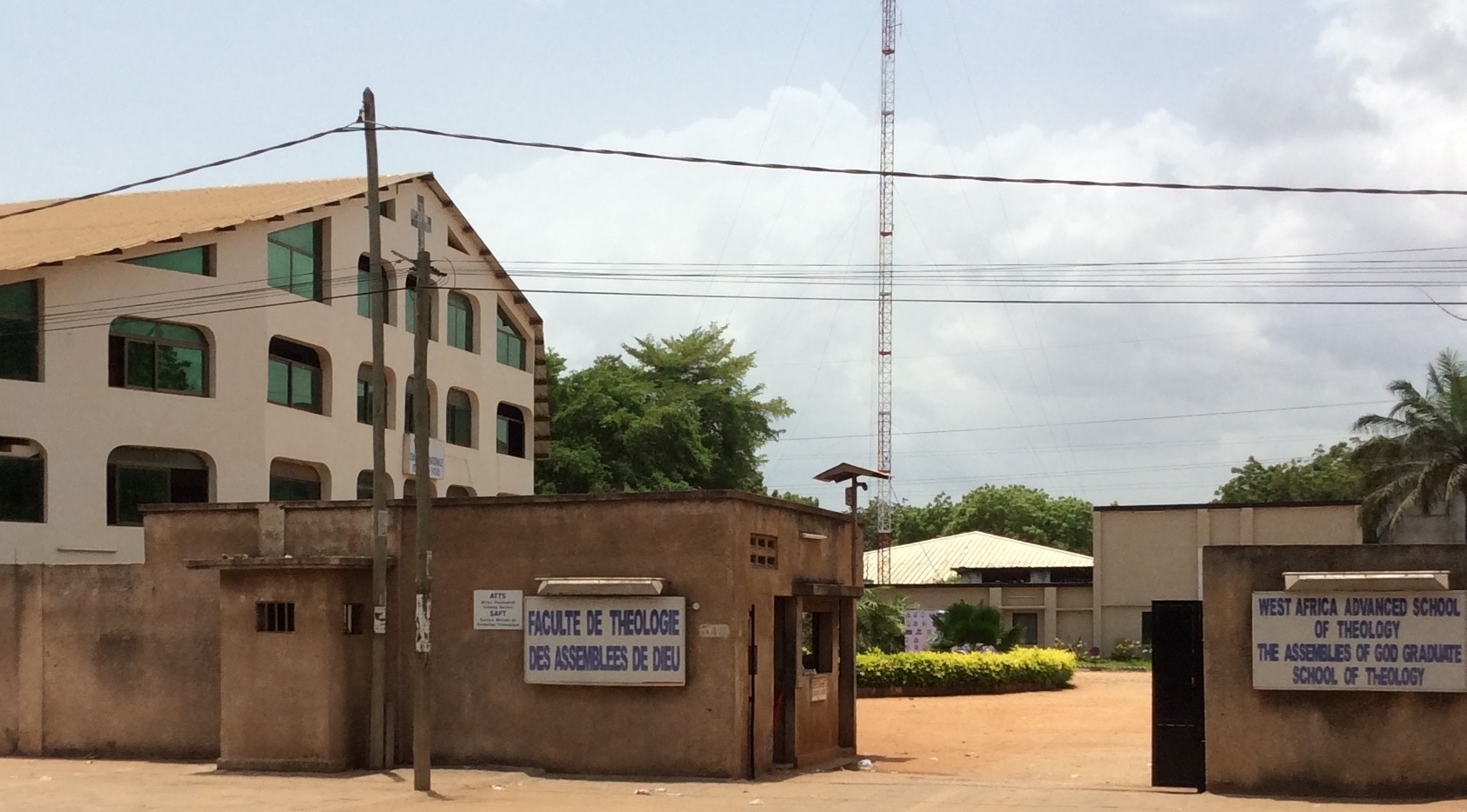
Faculté de théologie des Assemblées de Dieu, en 2018, à Lomé, au Togo.

En Afrique, l'implantation des instituts bibliques a suivi celle des églises. Les Assemblées de Dieu ont ainsi ouvert le premier Institut Biblique de l'AOF, à Koubri, près de Ouagadougou (actuel Burkina Faso) en 1939, puis plusieurs autres sur le continent,.
La théologie évangélique modérée a fait son apparition dans les années 1940 aux États-Unis dans les instituts.  Cela a favorisé l'enseignement de certaines disciplines comme l’herméneutique, l’exégèse, l’épistémologie et l’apologétique ,.
En 1995, un campus du Séminaire théologique baptiste de la Nouvelle-Orléans aux États-Unis a été implanté au pénitencier d'État de Louisiane à la suite d’une invitation du directeur de prison, Burl Cain. L’école a contribué à diminuer de façon importante le taux de violence dans la prison. En 2016, Cain a fondé la Prison Seminaries Foundation, une organisation qui compte divers séminaires membres dans des prisons américaines.

## Programmes
Des programmes en théologie évangélique sont offerts pour une durée allant d’un an, pour l'obtention d'un certificat, à quatre, pour l'obtention d'une licence ou d'un master,.  
Les programmes varient d'un collège à l'autre. En général, les principales matières dispensées sont la théologie évangélique, la théologie pratique, l'histoire du christianisme, la gestion, la louange, etc.
De nombreux instituts offrent une formation par correspondance ou par internet,.

## Accréditation
Le Conseil international pour l'éducation théologique évangélique a été fondé en 1980 par la Commission théologique de l’Alliance évangélique mondiale . En 2015, il compterait 1 000 écoles membres dans 113 pays.
Certains instituts sont affiliés à des universités chrétiennes,.